# Trapeznaïa

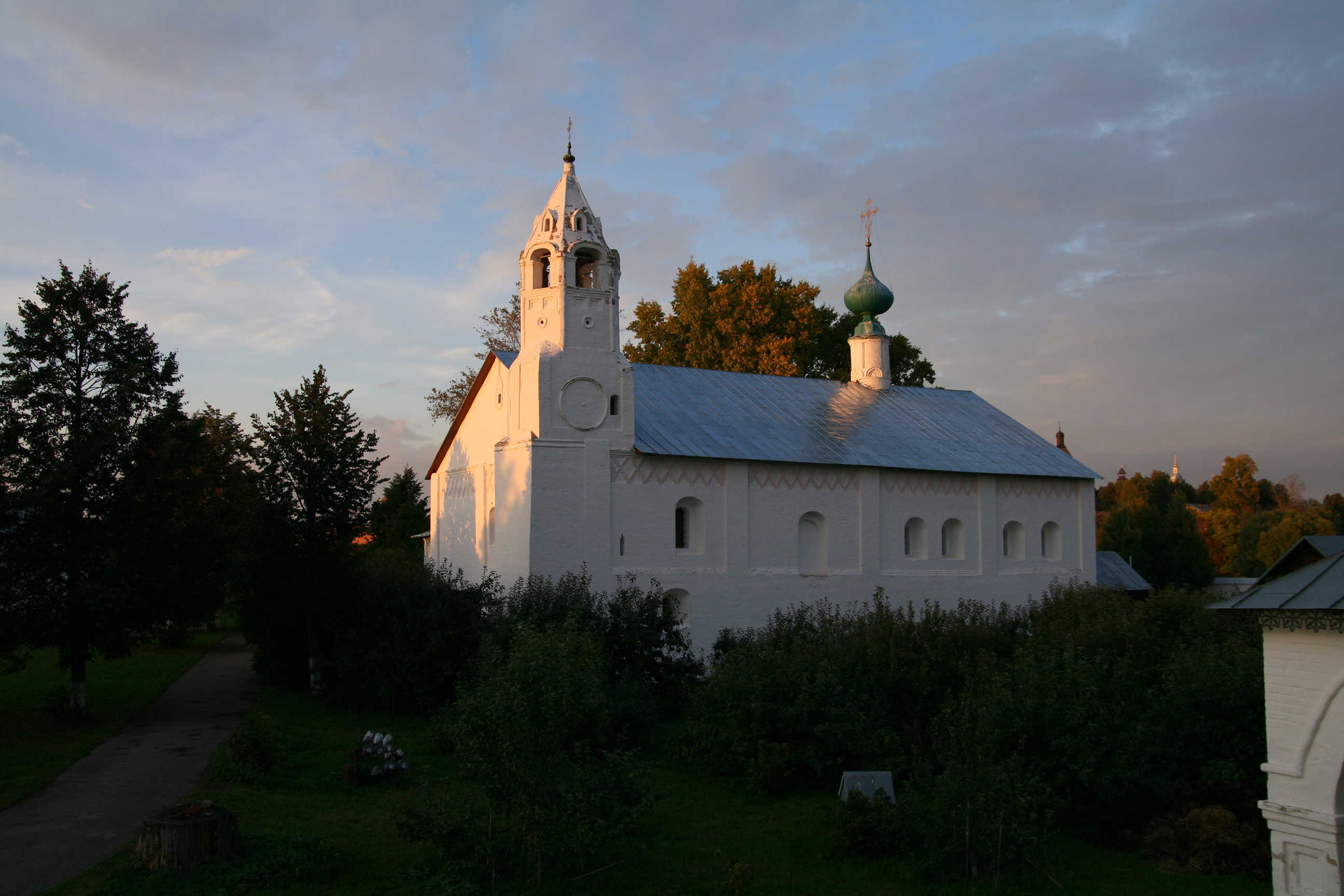
Réfectoire dans l'enceinte du couvent de l'Intercession à Souzdal.

Une trapeznaïa est un réfectoire de monastère, de couvent orthodoxe, utilisé pour les repas, les services religieux, des réunions. Ce réfectoire peut être directement adjoint à une église que l'on appelle église-réfectoire (trapeznaïa tserkov). Il peut avoir des fonctions civiles pour des réunions.

## Histoire

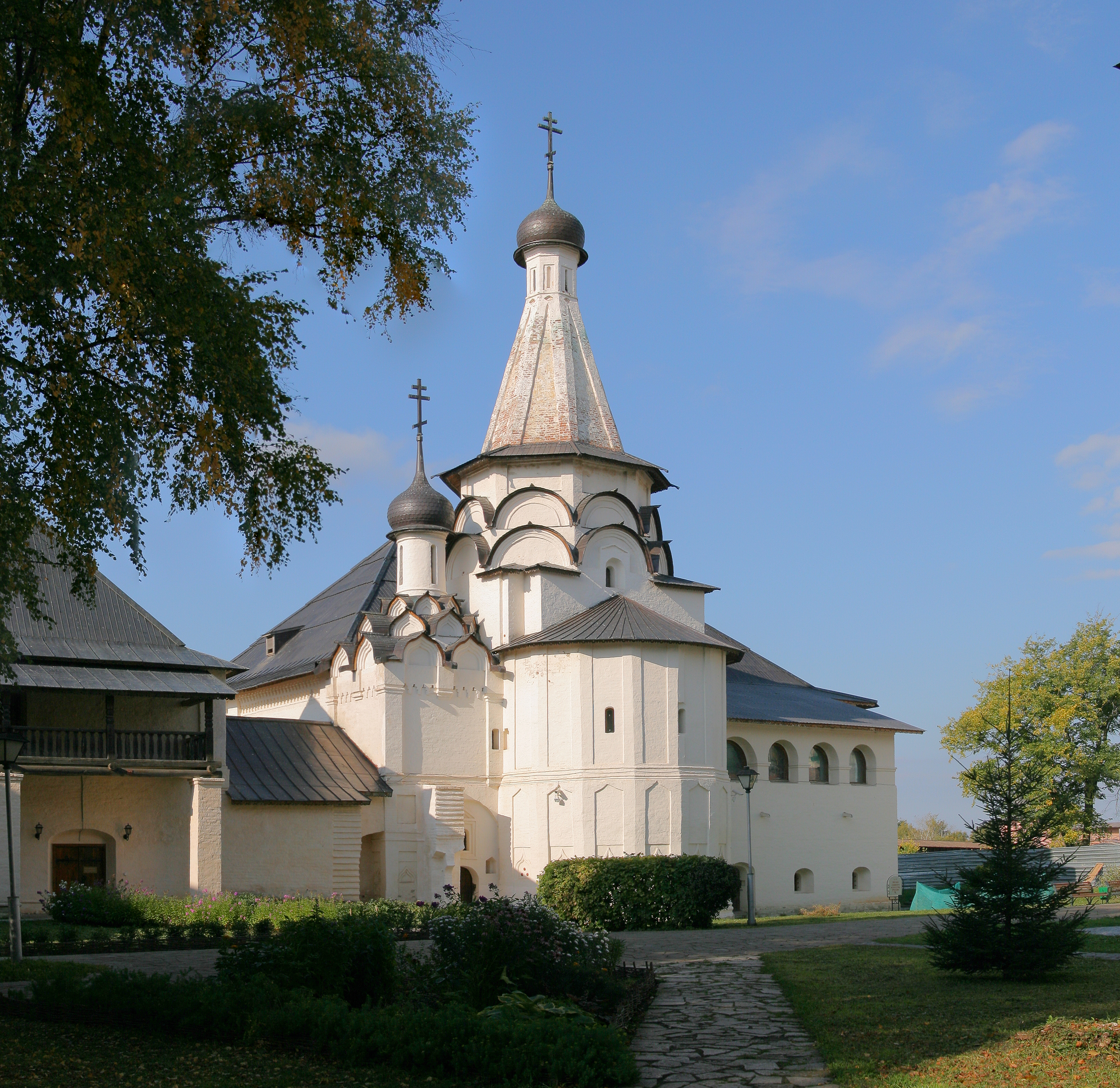
Église-réfectoire du monastère du Sauveur-Saint-Euthyme.

Les réfectoires tirent leur origine des premiers exemples donnés à Novgorod, à la laure de la Trinité-Saint-Serge et au monastère du Sauveur-Saint-Euthyme à Souzdal. Si le monachisme russe était d'essence érémitique, dès l'époque pré-mongole il existait en leur sein une vie en communauté. Véra Traimont cite comme témoignage un plat offert au XIIe siècle par le prince Vsevolod pour donner le signal du repas au monastère Saint-Georges de Iouriev.
Une des sources d'inspiration de ces édifices se trouve dans les salles de festin des riches demeures de Kiev et de Novgorod dont il reste peu de traces. Le premier exemple connu, qui date de 1110, est le réfectoire en pierre de la laure des Grottes de Kiev dont il est question dans le Paterikon des grottes de Kiev.
Il faut attendre l'« oukase de vie commune » au XVIe siècle pour que les monastères se voient obligés de disposer d'un réfectoire. Les moines s'y réunissent et assistent aux cérémonies d'accueil des hôtes de marque. À partir de la seconde moitié du XVIe siècle, le réfectoire est flanqué d'une église sans abside. À l'origine, ces réfectoires sont sobres dans leur décoration et leur architecture. Mais comme au monastère de la Transfiguration du Sauveur à Iaroslavl, l'inspiration profane va peu à peu s'imposer pour ajouter des éléments décoratifs plus riches.